# Night of the Living Dead
Night of the Living Dead là một bộ phim kinh dị độc lập của Mỹ năm 1968 do George A. Romero đạo diễn, quay phim và biên tập, với kịch bản của John Russo và Romero, đồng thời có sự tham gia của Duane Jones và Judith O'Dea. Câu chuyện kể về bảy người bị mắc kẹt trong một trang trại nông thôn ở phía tây Pennsylvania, nơi đang bị tấn công bởi một nhóm lớn, ăn thịt người.
Có được kinh nghiệm qua việc đạo diễn quảng cáo truyền hình và phim công nghiệp cho công ty sản xuất The Latent Image có trụ sở tại Pittsburgh, Romero và những người bạn của mình là Russo và Russell Streiner quyết định thực hiện tham vọng làm phim truyện. Chọn làm một bộ phim kinh dị tận dụng lợi ích thương mại đương thời đối với thể loại này, họ đã hợp tác với Karl Hardman và Marilyn Eastman của Hardman Associates có tên Image Ten. Sau khi phát triển qua nhiều bản thảo, kịch bản cuối cùng của Russo và Romero chủ yếu thu hút ảnh hưởng từ cuốn tiểu thuyết I Am Legend năm 1954 của Richard Matheson. Nhiếp ảnh chínhdiễn ra từ tháng 7 năm 1967 đến tháng 1 năm 1968, chủ yếu trên địa điểm ở Thành phố Evans; ngoài nhóm Image Ten, dàn diễn viên và phi hành đoàn bao gồm bạn bè và người thân của họ, sân khấu địa phương và các diễn viên nghiệp dư, và cư dân trong khu vực. Mặc dù bộ phim là đạo diễn đầu tay của ông, Romero đã sử dụng nhiều kỹ thuật làm phim du kích mà anh ấy đã mài dũa trong công việc thương mại và công nghiệp của mình để hoàn thành bộ phim với kinh phí khoảng 100.000 đô la Mỹ .
Sau buổi ra mắt tại rạp ở Pittsburgh vào ngày 1 tháng 10 năm 1968, Night of the Living Dead cuối cùng đã thu về 12 triệu đô la Mỹ trong nước và 18 triệu đô la Mỹ quốc tế, thu về gấp 250 lần ngân sách và trở thành một trong những tác phẩm điện ảnh có lợi nhuận cao nhất từng được thực hiện tại thời gian. Được phát hành không lâu trước khi hệ thống xếp hạng của Hiệp hội Điện ảnh Hoa Kỳ thông qua, cảnh bạo lực và máu me rõ ràng của bộ phim được coi là đột phá và chưa từng có trong thời gian đó, dẫn đến tranh cãi rộng rãi và những đánh giá tiêu cực khi ra mắt lần đầu. Cuối cùng nó đã thu hút được sự theo dõi sùng bái và ca ngợi trong giới phê bình, và đã xuất hiện trong danh sách những bộ phim vĩ đại nhất và có ảnh hưởng nhất từng được thực hiện bởi các hãng như Empire, The New York Times và Total Film. Thường xuyên được xác định là bộ phim về zombie hiện đại đầu tiên và là tấm nền cho sự phát triển của thể loại kinh dị, phân tích học thuật hồi tưởng đã tập trung vào sự phản ánh của nó về những thay đổi xã hội và văn hóa ở Hoa Kỳ trong những năm 1960, đặc biệt chú ý đến việc tuyển chọn Jones, một người Mỹ gốc Phi, trong vai chính. Năm 1999, Thư viện Quốc hội Mỹ coi bộ phim "có ý nghĩa về mặt văn hóa, lịch sử hoặc thẩm mỹ" và được chọn để bảo quản trong Viện lưu trữ phim quốc gia.
Night of the Living Dead đã tạo ra một loạt phim thành công bao gồm năm phần tiếp theo chính thức được phát hành từ năm 1978 đến năm 2009, tất cả đều do Romero làm đạo diễn. Bộ phim cũng đã truyền cảm hứng cho một số bản làm lại do tình trạng phạm vi công cộng của nó. Một bản làm lại chính thức, do Romero viết kịch bản và Tom Savini đạo diễn, được phát hành vào năm 1990 và tương tự đã thu được một lượng lớn người theo dõi.

## Lịch sử
Bộ phim được khởi chiếu vào ngày 1/10/1968. Cốt truyện chủ yếu diễn ra ở một vùng quê ở nông thôn Pennsylvania kể về những người sống sót trước những thây ma di động (Zombie) sau một tai họa là vệ tinh từ Sao Kim rơi xuống. Bộ phim có sự tham gia của các diễn viên như Duane Jones, Judith O'Dea, Karl Hardman, Marylin Eastman, Keith Wayne, Judith Ridley, Bill Cardille,Kyra Schön. Bộ phim là mở đầu cho loạt phim về xác chết của đạo diễn George A.Romemo, hay còn gọi là George A.Romero's Living Dead. Bộ phim có nhiều bản làm lại, tiêu biểu là Night of the Living Dead 1996 của đạo diễn Tom Savini và bản phim Night of the Living Dead 2006 3D của đạo diễn Jeff Broadstreet

## Nội dung
Bộ phim bắt đầu bằng cảnh hai chị em Barbara (Judith O'Dea) và Johnny (Russell Streiner) đi đến ngôi mộ ở Pennsylvania để thăm mộ của cha họ. Khi Barbara có vẻ sợ về những bóng ma (hoặc những thứ khác) thì Johnny đùa cô bằng cách nói một câu:"Họ sẽ đến để bắt bạn, Barbara". Cô bảo Johnny thôi đi.Họ ở ngôi mộ cho đến chiều vẫn chưa về. Khi họ chuẩn bị về thì có một người đàn ông đi đến. Họ tưởng đó là người dân. Bỗng nhiên ông ta tấn công Barbara. Johnny lôi ông ta ra ngoài và bảo Barbara chạy đi. Người đàn ông đó cắn vào cổ Johnny và giết chết anh. Sau đó ông ta tấn công Barbara, cô bỏ chạy vào xe của mình. Người đàn ông đó đuổi theo và định phá cửa. Nhưng ông ta bỗng cầm 1 cục đá và phá vỡ cửa gương xe. Cô bỏ chạy đến 1 căn nhà và thấy một người đàn ông khác cũng định tấn công cô. Barbara chạy ra khỏi nhà, cô gặp 1 người đàn ông tên Ben (Duane Jones). Ông ta kéo cô vào nhà, cô hét lên và bảo ông ta cứu Johnny. Ông ta không đồng ý và Barbara tát ông ta, sau đó ông tát lại và Barbara cảm thấy sốc.
Trong khi đó, những người trốn trong tầng hầm là một cặp vợ chồng Harry (Karl Hardman) và Helen Cooper (Marilyn Eastman), con gái Karen (Kyra Schön), và cặp vợ chồng thiếu niên khác là: Tom (Keith Wayne) và Judy (Judith Riley). Ben bật một đài phát thanh để nhận tin tức trong khi Barbara dần dần tỉnh dậy. Harry yêu cầu mọi người xuống tầng hầm để trốn nhưng Ben biết được có 1 zombie đang ở trên lầu. Tom và Ben sau khi đồng ý với Judy thì lên lầu.

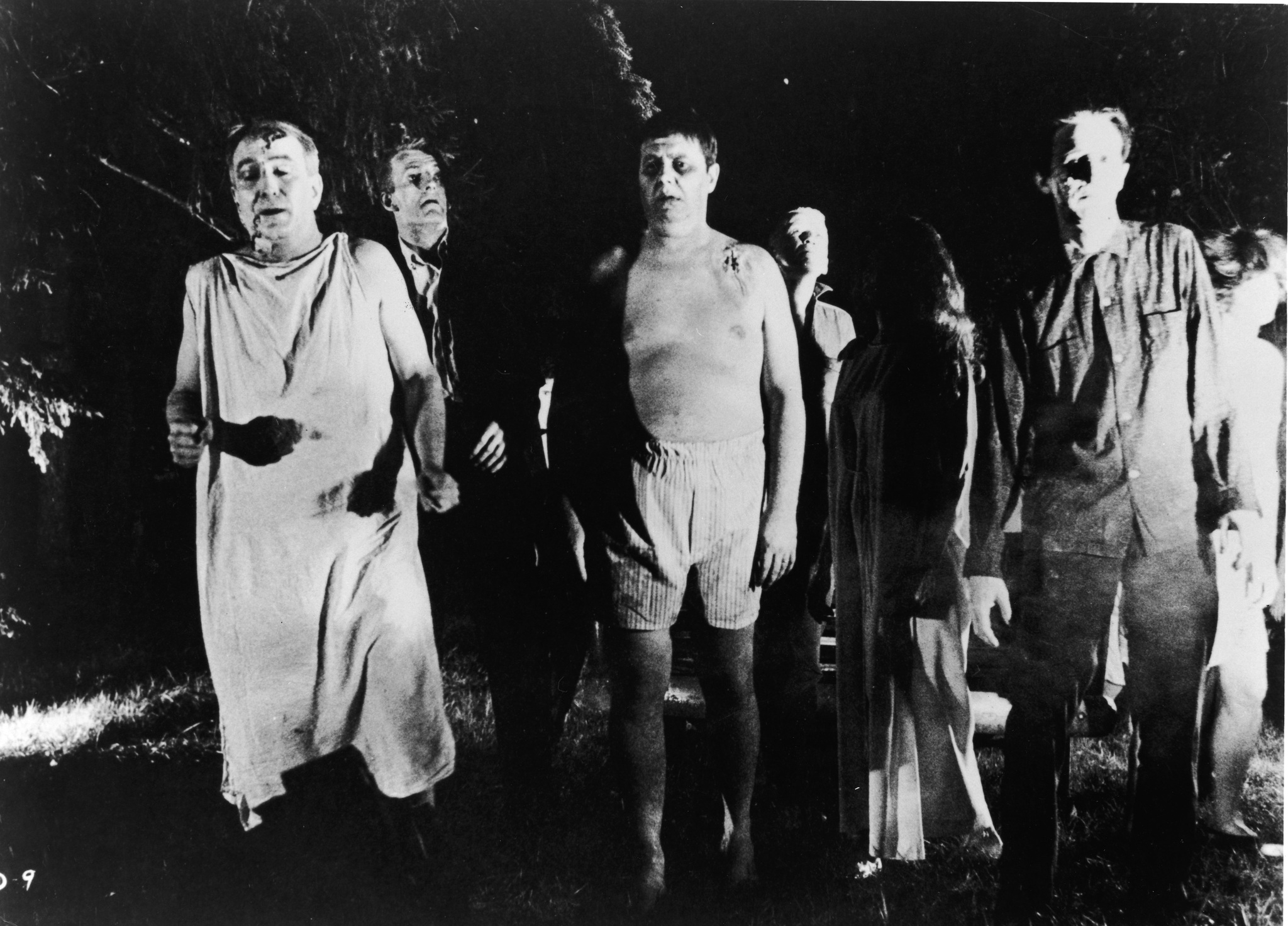
Zombie trong phim

Harry trở về hầm, Judy và Karen thấy anh trông có vẻ mệt mỏi. Ben nói rằng anh ta và anh đang đánh nhau với zombie và anh ta sơ ý cắn vào hắn. Hiện giờ anh ta đã nhiễm bệnh và chuẩn bị biến hình thành chúng. Báo cáo qua đài phát thanh nói rằng có những vụ giết người đang càn quét qua bờ biển phía Đông của Hoa Kỳ. Khi Ben tìm thấy một chiếc tivi, phóng viên nói rằng những người bị giết đột nhiên tỉnh dậy, tấn công và ăn thịt người sống. Các chuyên gia và nhà khoa học đều không biết lý do nhưng chỉ 1 người trong những nhà khoa học cho rằng nguyên nhân là vụ nổ của 1 tàu không gian ở ngoài khí quyển Trái Đất.
Khi báo cáo tin tức với những nhà chức trách địa phương để tìm nơi nương tựa. Mọi người bàn kế hoạch để tìm và chữa trị cho Karen. Ben và Tom sau đó đi để tiếp nhiên liệu cho xe tải của Ben. Cùng lúc đó, các zombie đi đến và Harry đổ 1 cốc Molotov để cầm chân chúng. Lo sợ cho sự an toàn của Tom, Judy ra ngoài và chạy đến chỗ anh. Nhưng Tom làm rơi máy bơm xăng và chiếc xe bốc cháy. Ben chạy ra kịp thời và chiếc xe phát nổ, giết chết Tom và Judy.
Ben trở về nhà và thấy các zombie đang đi đến. Barbara thấy Johnny giờ đây đã trở thành một trong số chúng. Harry chạy vào hầm rượu và đóng cửa lại. Để Ben và Barbara ở ngoài. Tức giận bởi sự vô tâm của Harry, Ben đá gãy cửa và tấn công ông ta. Bọn zombie lúc đó đang ăn thịt Tom và Judy. Trong nhà, chương trình trên tivi nói rằng có thể hạ 1 zombie bằng 1 phát bắn vào đầu. Các nhà chức trách địa phương đang đi quanh vùng để xử lý an ninh.
Sau khi các zombie cố gắng đột nhập vào nhà, Harry lấy súng của Ben và đe dọa sẽ bắn anh ta nhưng ông đã bị bắn trước. Harry chạy xuống tầng hầm và thấy Karen bị nhiễm giờ đã chết và hồi sinh trở lại đang tiến tới phía ông. Helen chạy xuống hầm và thấy Karen giờ đây đã biến thành zombie và đang ăn thịt bố của mình. Karen giết Helen bằng cách lấy xẻng đâm vào đầu cô.
Trong lúc đó, Barnara thấy Johnny và làm cô bị phân tâm. Karen tấn công Ben và anh đã giết cô bằng súng và chạy trốn vào tầng hầm nơi anh đã giết Harry và Helen.
Sáng hôm sau, Ben thức dậy và thấy quân đội tới nhưng họ đã bắn anh vì tưởng anh là 1 zombie. Xác của anh được đốt với những xác chết khác.

## Diễn viên
- Duane Jones trong vai Ben
- Judith O' Dea trong vai Barbar
- Karl Hardman trong vai Harry
- Marilyn Eastman trong vai Helen
- Keith Wayne trong vai Tom
- Judith Ridley trong vai Judy
- Kyra Schon trong vai Karen

## Sản xuất
Trong khi theo học ở Trường Đại học Carnegie Mellon ở Pittsburgh, Romero bắt đầu sự nghiệp của mình trong ngành công nghiệp điện ảnh. Trong thập niên 1960, ông đạo diễn và sản xuất những video quảng cáo và thành lập ra 1 công ty riêng gồm các thành viên: Romero và bạn bè của ông: John Russo và Russell Streiner. Trong thời gian này, bộ ba chán làm quảng cáo và muốn làm một bộ phim kinh dị.
Ông và Streiner liên hệ với Karl Hardman và Marilyn Eastman, chủ tịch và phó chủ tịch của công ty Hardman Associates, Inc và trình bày ý tưởng của mình. Tin tưởng Romero, công ty Image Ten đã ra đời bao gồm Romero, Russo, Streiner, Hardman và Eastman. Ngân sách ban đầu của bộ phim là 6 000 $ do các thành viên góp vào. Khi đã vận động các nhà đầu tư đầu tư vào phim của mình, ngân sách của phim tăng lên thành 114 000 $
Kịch bản phim được viết bởi George A. Romero. Ông nói rằng kịch bản phim dựa trên tiểu thuyết nổi tiếng của nhà văn Richard Matheson: Tôi là huyền thoại. Nội dung cốt truyện diễn ra ở thành phố Los Angeles. Sau một bệnh dịch do 1 virus gây nên, những người bị nhiễm bệnh biến thành những sinh vật không có tính người và tấn công người sống. Romero đề cập tới những sinh vật này là zombie, chuyên ăn thịt người sống dựa trên huyền thoại của Haiti. Romero nhận xét: "Tôi viết một câu chuyện ngắn, mà cơ bản đã bị gat ra từ một tiểu thuyết có tên gọi là Tôi là huyền thoại". Romero giải thích rằng kịch bản đã trở thành phần đầu của loạt phim Sống chết gồm 6 phần của ông. Ba phần đầu là Đêm của những Xác chết, Bình minh chết và Ngày của người chết.

## Quay phim
Bộ phim được quay ngay tại thành phố Evans ở Pennsylvania, khoảng 30 dặm (48 km). Cảnh nghĩa địa được quay ở nghĩa trang thành phố Evans.
Các zombie trong phim được làm khá đơn giản vì giới hạn chi phí. Máu, thịt và các nội tạng khác được sử dụng từ các thiết bị như răng giả, máu và thịt của một diễn viên là chủ cửa hàng bán thịt. Các zombie trong phim lúc đầu được làm với những khuôn mặt xuất hiện những vết cắn hay là những vết rách để trông có vẻ như là đã bị thối rữa từ nhiều năm trước. Nhưng trong khi quay thì gặp rắc rối với những cảnh khuôn mặt bị lốm đốm các vết xuất hiện không thường xuyên. Eastman giám sát các hiệu ứng đặc biệt, trang phục và đồ trang điểm. Bộ phim được bấm máy vào tháng 6 năm 1967 và đóng máy vào tháng 12 năm 1967.

## Bản quyền
Night of the Living Dead là một bộ phim kinh điển của thể loại zombie. Có rất nhiều bản làm lại của bộ phim và Series Living Dead của Romero bao gồm Night of the Living Dead 1990 của đạo diễn Tom Savini và Night of the Living Dead 3D 2006 của đạo diễn Jeff Broadstreet.